# Американские Виргинские Острова на Играх доброй воли
Американские Виргинские Острова принимали участие в летних Играх доброй воли дважды, на Играх 1990 года и Играх 1994 года.
На всех Играх спортивные делегации Американских Виргинских Островов завоевали всего 2 медали, из них 1 золотую.

## Медальный зачёт

### Медали на летних Играх
| Игры                 | Золото         | Серебро        | Бронза         | Всего          | Место          |
| 1986                 | не участвовали | не участвовали | не участвовали | не участвовали | не участвовали |
| Сиэтл 1990           | 0              | 0              | 1              | 1              | 33             |
| Санкт-Петербург 1994 | 1              | 0              | 0              | 1              | 26             |
| 1998                 | не участвовали | не участвовали | не участвовали | не участвовали | не участвовали |
| 2001                 | не участвовали | не участвовали | не участвовали | не участвовали | не участвовали |
| Всего                | 1              | 0              | 1              | 2              |                |